# Skarszewy
Skarszewy là một thị trấn thuộc huyện Starogardzki, tỉnh Pomorskie ở bắc Ba Lan. Thị trấn có diện tích 10 km². Đến ngày 1 tháng 1 năm 2011, dân số của thị trấn là 6881 người và mật độ 638 người/km².